# Kapsalon Romy
Kapsalon Romy is een Nederlandse film uit 2019 onder regie van Mischa Kamp. Een hoofdrol wordt vervuld door Beppie Melissen.
De film is gebaseerd op een gelijknamig boek van Tamara Bos. In juli 2019 stond Kapsalon Romy op de shortlist voor de Nederlandse inzending voor de Academy Award beste internationale film bij de 92ste Academy Awards, maar de film werd niet geselecteerd. Op het Nederlands Film Festival 2019 in Utrecht was de film als premièrefilm zeer succesvol.
Anno 2023 is de film te zien op Netflix.

## Hoofdrollen
- Vita Heijmen als Romy
- Beppie Melissen als Stine Rasmussen
- Noortje Herlaar als Margot
- Guido Pollemans als Willem